# Vanua respicienda
Vanua respicienda är en insektsart som först beskrevs av Walker 1858.  Vanua respicienda ingår i släktet Vanua och familjen Tropiduchidae. Inga underarter finns listade i Catalogue of Life.